# Ramphotyphlops flaviventer
Ramphotyphlops flaviventer — вид змій родини сліпунів (Typhlopidae). Ендемік Індонезії.

## Поширення і екологія
Ramphotyphlops flaviventer відомі з кількох місцевостей, розташованих на заході Нової Гвінеї, на півостровах Доберай і Бомберай, а також на сусідніх островах Батанта і Салаваті.